# Salassa (geslacht)
Salassa is een geslacht van vlinders van de familie nachtpauwogen (Saturniidae), uit de onderfamilie Salassinae.

## Soorten
- S. belinda Witt & Pugaev, 2007
- S. bhutanensis Brechlin, 2009
- S. excellens Bryk, 1944
- S. fansipana Brechlin, 1997
- S. iris Jordan, 1910
- S. lemaii Le Moult, 1933
- S. lola (Westwood, 1847)
- S. megastica Swinhoe, 1894
- S. mesosa Jordan, 1910
- S. olivacea Oberthür, 1890
- S. royi Elwes, 1887
- S. thespis (Leech, 1890)
- S. tibaliva Chu & Wang, 1993
- S. tonkiniana Le Moult, 1933